# George Vernon (político do séc. XVII)
George Vernon (1630-1692) foi um político inglês que ocupou cargos na Câmara dos Comuns na segunda metade do século XVII.
Vernon nasceu em Farnham. Ele era um JP, um comissário para avaliação e um major da milícia.